# Take On Me
"Take On Me" is een nummer van de Noorse band a-ha en afkomstig van het album Hunting High and Low uit 1985. Op 2 september dat jaar werd het nummer wereldwijd als remix op single her uitgebracht. De eerste originele uitgave was op 19 oktober 1984 uitsluitend in Noorwegen op single uitgebracht.

## Achtergrond
"Take On Me" kwam voor het eerst voor op het debuutalbum van de band: Hunting High and Low, uit 1985. Het nummer was al op 19 oktober 1984 in thuisland Noorwegen op single uitgebracht, maar na een remix werd het nummer op 2 september 1985 wereldwijd op single heruitgebracht.
"Take On Me" werd wereldwijd een hit en stond in vele landen op nummer 1, waaronder Nederland, België (Vlaanderen), Duitsland, Oostenrijk, Zwitserland, thuisland Noorwegen, Zweden, Griekenland, Italië en de VS. In Ierland, Canada en Denemarken werd de 2e positie behaald en ook in het Verenigd Koninkrijk werd de 2e positie bereikt in de UK Singles Chart. In Nieuw-Zeeland en Zuid-Afrika werd de 7e positie behaald.
In Nederland was de plaat op 24 oktober 1985 TROS Paradeplaat op de befaamde TROS donderdag op Hilversum 3 en werd mede hierdoor een gigantische hit in de destijds drie landelijke hitlijsten op de nationale publieke popzender. De plaat bereikte de nummer-1 positie in zowel de Nederlandse Top 40 als de Nationale Hitparade. Ook was de plaat de nummer 1-notering in de allerlaatste, op donderdag 21 november 1985 uitgezonden TROS Top 50. De plaat stond ook op de nummer 1-positie in de Europese hitlijst op Hilversum 3, de TROS Europarade.
In België behaalde de plaat de nummer-1 positie in zowel de voorloper van de Vlaamse Ultratop 50 als de Vlaamse Radio 2 Top 30. In Wallonië werd géén notering behaald.

## Videoclip
De bijbehorende videoclip viel op door een combinatie van live-action beelden en geschetste animatie. Vanwege het animatie-karakter van de videoclip was deze ook te zien in het strip- en tekenfilmprogramma Wordt Vervolgd van de AVRO. In Nederland werd de videoclip destijds ook op televisie uitgezonden door de popprogramma's AVRO's Toppop, Countdown van Veronica en Popformule van de TROS.
In 1999 maakte de band Reel Big Fish een cover van het nummer voor de film BASEketball. De band Cap'n Jazz zette een cover van het nummer op hun album Analphabetapolothology. In 2013 werd een sample van dit nummer gebruikt voor het nummer Feel This Moment van Pitbull en Christina Aguilera.
Eind 2019 gebruikte het Nederlandse dj-duo Lucas & Steve de melodie van het nummer voor hun hit Perfect.
Op 19 februari 2020 werd bekend dat de originele videoclip van "Take On Me" meer dan 1 miljard keer was gestreamd op YouTube en ook is de clip sindsdien in 4K beeldkwaliteit te bekijken.
Sinds de allereerste editie in december 1999 staat de plaat onafgebroken genoteerd in de jaarlijkse NPO Radio 2 Top 2000 van de Nederlandse publieke radiozender NPO Radio 2, met als hoogste notering een 68e positie in 2000.

## Hitnoteringen

### Nederlandse Top 40
| "Take On Me" in de Nederlandse Top 40 - binnen: 02-11-1985 | "Take On Me" in de Nederlandse Top 40 - binnen: 02-11-1985 | "Take On Me" in de Nederlandse Top 40 - binnen: 02-11-1985 | "Take On Me" in de Nederlandse Top 40 - binnen: 02-11-1985 | "Take On Me" in de Nederlandse Top 40 - binnen: 02-11-1985 | "Take On Me" in de Nederlandse Top 40 - binnen: 02-11-1985 | "Take On Me" in de Nederlandse Top 40 - binnen: 02-11-1985 | "Take On Me" in de Nederlandse Top 40 - binnen: 02-11-1985 | "Take On Me" in de Nederlandse Top 40 - binnen: 02-11-1985 | "Take On Me" in de Nederlandse Top 40 - binnen: 02-11-1985 | "Take On Me" in de Nederlandse Top 40 - binnen: 02-11-1985 | "Take On Me" in de Nederlandse Top 40 - binnen: 02-11-1985 | "Take On Me" in de Nederlandse Top 40 - binnen: 02-11-1985 | "Take On Me" in de Nederlandse Top 40 - binnen: 02-11-1985 |
| Week                                                       | 1                                                          | 2                                                          | 3                                                          | 4                                                          | 5                                                          | 6                                                          | 7                                                          | 8                                                          | 9                                                          | 10                                                         | 11                                                         | 12                                                         |                                                            |
| ---------------------------------------------------------- | ---------------------------------------------------------- | ---------------------------------------------------------- | ---------------------------------------------------------- | ---------------------------------------------------------- | ---------------------------------------------------------- | ---------------------------------------------------------- | ---------------------------------------------------------- | ---------------------------------------------------------- | ---------------------------------------------------------- | ---------------------------------------------------------- | ---------------------------------------------------------- | ---------------------------------------------------------- | ---------------------------------------------------------- |
| Nummer                                                     | 35                                                         | 15                                                         | 6                                                          | 4                                                          | 1                                                          | 2                                                          | 3                                                          | 5                                                          | 8                                                          | 10                                                         | 16                                                         | 30                                                         | uit                                                        |

### Nationale Hitparade
| "Take On Me" in de Nationale Hitparade - binnen: 09-11-1985 | "Take On Me" in de Nationale Hitparade - binnen: 09-11-1985 | "Take On Me" in de Nationale Hitparade - binnen: 09-11-1985 | "Take On Me" in de Nationale Hitparade - binnen: 09-11-1985 | "Take On Me" in de Nationale Hitparade - binnen: 09-11-1985 | "Take On Me" in de Nationale Hitparade - binnen: 09-11-1985 | "Take On Me" in de Nationale Hitparade - binnen: 09-11-1985 | "Take On Me" in de Nationale Hitparade - binnen: 09-11-1985 | "Take On Me" in de Nationale Hitparade - binnen: 09-11-1985 | "Take On Me" in de Nationale Hitparade - binnen: 09-11-1985 | "Take On Me" in de Nationale Hitparade - binnen: 09-11-1985 | "Take On Me" in de Nationale Hitparade - binnen: 09-11-1985 | "Take On Me" in de Nationale Hitparade - binnen: 09-11-1985 | "Take On Me" in de Nationale Hitparade - binnen: 09-11-1985 | "Take On Me" in de Nationale Hitparade - binnen: 09-11-1985 |
| Week                                                        | 1                                                           | 2                                                           | 3                                                           | 4                                                           | 5                                                           | 6                                                           | 7                                                           | 8                                                           | 9                                                           | 10                                                          | 11                                                          | 12                                                          | 13                                                          |                                                             |
| ----------------------------------------------------------- | ----------------------------------------------------------- | ----------------------------------------------------------- | ----------------------------------------------------------- | ----------------------------------------------------------- | ----------------------------------------------------------- | ----------------------------------------------------------- | ----------------------------------------------------------- | ----------------------------------------------------------- | ----------------------------------------------------------- | ----------------------------------------------------------- | ----------------------------------------------------------- | ----------------------------------------------------------- | ----------------------------------------------------------- | ----------------------------------------------------------- |
| Nummer                                                      | 8                                                           | 2                                                           | 1                                                           | 3                                                           | 2                                                           | 2                                                           | 6                                                           | 7                                                           | 10                                                          | 11                                                          | 20                                                          | 30                                                          | 35                                                          | uit                                                         |

### TROS Top 50
Hitnotering: 31-10-1985 t/m 21-11-1985. Hoogste notering: #1 in de allerlaatste uitgezonden  hitlijst op 21-11-1985.

### Evergreen Top 1000
| Evergreen Top 1000 "Take On Me" | Evergreen Top 1000 "Take On Me" | Evergreen Top 1000 "Take On Me" | Evergreen Top 1000 "Take On Me" | Evergreen Top 1000 "Take On Me" | Evergreen Top 1000 "Take On Me" | Evergreen Top 1000 "Take On Me" | Evergreen Top 1000 "Take On Me" | Evergreen Top 1000 "Take On Me" | Evergreen Top 1000 "Take On Me" | Evergreen Top 1000 "Take On Me" |
| Jaar                            | 2008                            | 2009                            | 2010                            | 2011                            | 2012                            | 2013                            | 2014                            | 2015                            | 2016                            | 2017                            |
| ------------------------------- | ------------------------------- | ------------------------------- | ------------------------------- | ------------------------------- | ------------------------------- | ------------------------------- | ------------------------------- | ------------------------------- | ------------------------------- | ------------------------------- |
| Positie                         | -                               | -                               | -                               | -                               | -                               | -                               | -                               | -                               | -                               | 877                             |

### NPO Radio 2 Top 2000
| Nummer met noteringen in de NPO Radio 2 Top 2000 | '99 | '00 | '01 | '02 | '03 | '04 | '05 | '06 | '07 | '08 | '09 | '10 | '11 | '12 | '13 | '14 | '15 | '16 | '17 | '18 | '19 | '20 | '21 | '22 | '23 | '24 |
| ------------------------------------------------ | --- | --- | --- | --- | --- | --- | --- | --- | --- | --- | --- | --- | --- | --- | --- | --- | --- | --- | --- | --- | --- | --- | --- | --- | --- | --- |
| Take on Me                                       | 132 | 68  | 72  | 79  | 145 | 146 | 147 | 247 | 179 | 152 | 345 | 293 | 308 | 368 | 394 | 284 | 227 | 178 | 156 | 321 | 331 | 299 | 330 | 344 | 331 | 300 |

1. ↑  Een vetgedrukt getal geeft de hoogste notering aan.